# Valhermoso
Valhermoso község Spanyolországban, Guadalajara tartományban. Valhermoso Tierzo, Fuembellida és Corduente községekkel határos. Lakosainak száma 18 fő (2024).

## Népesség
A település népessége az utóbbi években az alábbiak szerint változott:
| Lakosok száma | 43   | 45   | 41   | 39   | 39   | 35   | 30   | 23   | 25   | 18   |
|               | 2001 | 2004 | 2006 | 2009 | 2011 | 2014 | 2016 | 2019 | 2021 | 2024 |